# Genie Awards 2006
Die 26. Genie Awards wurden am 13. März 2006 verliehen. Preise erhielten Filme, die im Jahr 2005 in Kanada veröffentlicht wurden.
Die Veranstaltung wurde im Carlu-Theater, in Toronto, abgehalten. Lisa Ray und Terry David Mulligan moderierten die Fernsehübertragung.
Der Golden Reel-Preis wird für die höchsten Einnahmen im Vorjahr in den kanadischen Kinos vergeben. Der Claude Jutra-Preis ehrt den besten ersten Film eines Regisseurs.
Der große Gewinner im Jahr 2006 war der Film C.R.A.Z.Y. – Verrücktes Leben (C.R.A.Z.Y.) von Regisseur Jean-Marc Vallée mit elf Auszeichnungen bei dreizehn Nominierungen.

## Gewinner und Nominierte

### Bester Film
C.R.A.Z.Y. – Verrücktes Leben – Regie: Jean-Marc Vallée
Familia – Regie: Louise Archambault
It’s All Gone Pete Tong – Regie: Michael Dowse
Saint Ralph – Regie: Michael McGowan
Water – Regie: Deepa Mehta

### Beste Ausstattung
Patrice Vermette – C.R.A.Z.Y. – Verrücktes Leben
Phillip Barker und Cal Loucks – Where the Truth Lies
Dilip Mehta – Water
Michel Proulx – Aurore
Deanne Rohde, Ricardo Alms und Shawna Balas – Seven Times Lucky

### Beste Kostüme
Ginette Magny – C.R.A.Z.Y. – Verrücktes Leben
Dolly Ahluwalia – Water
Francesca Chamberland – Aurore
Francesca Chamberland – Le Survenant
Anne Dixon – Saint Ralph

### Beste Kamera
Giles Nuttgens – Water
Balasz Bolygo – It’s All Gone Pete Tong
Bernard Couture – Le Survenant
Pierre Mignot – C.R.A.Z.Y. – Verrücktes Leben
André Turpin – Familia

### Beste Regie
Jean-Marc Vallée – C.R.A.Z.Y. – Verrücktes Leben
Louise Archambault – Familia
Michael Dowse – It’s All Gone Pete Tong
Deepa Mehta – Water
Luc Picard – L'Audition

### Bester Schnitt
Paul Jutras – C.R.A.Z.Y. – Verrücktes Leben
Jeremy Peter Allen – Manners of Dying
Stuart Gazzard – It’s All Gone Pete Tong
Colin Monie – Water
Susan Shipton – Where the Truth Lies

### Beste Filmmusik
Mychael Danna – Water
Geoff Bennett, Longo Hai und Ben Johannesen – Sabah
Mychael Danna – Where the Truth Lies
Éric Pfalzgraf – Manners of Dying
Byron Wong – Lie With Me

### Bester Filmsong
Glenn Buhr und Margaret Sweatman – Seven Times Lucky (Songtitel: When Wintertime)
Sylvain Cossette, Michel Corriveau und Robert Marchand – Le Survenant (Songtitel: Comme un plume au vent)
Matt Murphy und Michael Mabbott – The Life and Hard Times of Guy Terrifico (Songtitel: Just a Show)
Matt Murphy und Michael Mabbott – The Life and Hard Times of Guy Terrifico (Songtitel: Make Believe)
Daniel Bélanger – L'Audition (Songtitel: Tourner)

### Bester Hauptdarsteller
Michel Côté – C.R.A.Z.Y. – Verrücktes Leben
Adam Butcher – Saint Ralph
Marc-André Grondin – C.R.A.Z.Y. – Verrücktes Leben
Paul Kaye – It’s All Gone Pete Tong
Luc Picard – L'Audition

### Bester Nebendarsteller
Denis Bernard – L'Audition
Rémy Girard – Aurore
Gordon Pinsent – Saint Ralph
Campbell Scott – Saint Ralph
Bernard Starlight – Hank Williams First Nation

### Beste Hauptdarstellerin
Seema Biswas – Water
Gina Chiarelli – See Grace Fly
Macha Grenon – Familia
Arsinée Khanjian – Sabah
Sylvie Moreau – Familia

### Beste Nebendarstellerin
Danielle Proulx – C.R.A.Z.Y. – Verrücktes Leben
Babz Chula – Seven Times Lucky
Suzanne Clément – L'Audition
Marianne Fortier – Aurore
Micheline Lanctôt – Familia

### Bester Ton
Yvon Benoît, Daniel Bisson, Luc Boudrias und Bernard Gariépy Strobl – C.R.A.Z.Y. – Verrücktes Leben
Greg Stewart, Michael McCann und Michael Thomas – It’s All Gone Pete Tong
Daniel Pellerin, John Hazen, Jan Rudy und Bisa Skecic – Lie With Me
Leon Johnson, Bruce Little und Howard Rissin – Seven Times Lucky
Chris Munro, John Hazen, Daniel Pellerin und Jan Rudy – Where the Truth Lies

### Bester Tonschnitt
Martin Pinsonnault, Mira Mailhot, Simon Meilleur, Mireille Morin und Jean-François Sauvé – C.R.A.Z.Y. – Verrücktes Leben
Olivier Calvert, Diane Boucher, Simon Meilleur, Francine Poirier und Jean-François Sauvé – L'Audition
Michael McCann, Chester Bialowas, Tony Gort, Roger Morris und Michael Thomas – It’s All Gone Pete Tong
Bruce Little und Russ Dyck – Seven Times Lucky
Alice Wright, Valéry Dufort-Boucher, Alexis Farand, Jacques Plante und Christian Rivest – Le Survenant

### Bestes Original-Drehbuch
Jean-Marc Vallée und François Boulay – C.R.A.Z.Y. – Verrücktes Leben
Louise Archambault – Familia
Michael Dowse – It’s All Gone Pete Tong
Deepa Mehta – Water
Luc Picard – L'Audition

### Bestes adaptiertes Drehbuch
Atom Egoyan – Where the Truth Lies
Diane Cailhier – Le Survenant
David Christensen – Six Figures
Luc Dionne – Aurore
Nathalie Petrowski – Maman Last Call

### Bester Dokumentarfilm
ScaredSacred – Regie: Velcrow Ripper
Les Voleurs d’enfance – Regie: Paul Arcand

### Bester Kurzfilm
Milo 55160 – Regie: David Ostry
The Big Thing – Carl Laudan
Les Derniers jours – Simon Olivier Fecteau, Guillaume Lespérance und Jean-François Lord
Mardi Matin...quelque part – Hélène Bélanger Martin und Antonello Cozzolino
Noise – Greg Spottiswood, Jason Charters und Liam Romalis

### Bester animierter Kurzfilm
CNote – Regie: Chris Hinton
Dehors novembre – Regie: Patrick Bouchard
Ruzz et Ben – Regie: Philippe Julien

## Spezialpreise

### Golden Reel Award
C.R.A.Z.Y. – Verrücktes Leben – Regie: Jean-Marc Vallée

### Claude Jutra Award
Louise Archambault – Familia